# Braima Dabó
Braima Suncar Dabó (Catió, 23 de maio de 1993) é um desportista guinéu-bissauense que compete principalmente nas categorias de fundista nas corridas do atletismo.

## Biografia
Braima Suncar Dabó nasceu em Catió, a capital da região de Tombali, na Guiné-Bissau, em 23 de maio de 1993. Seu pai é inspetor reformado de ensino e agricultor e sua mãe também é agricultora. Dabó tem 10 irmãos.
Durante a infância e adolescência dividia seu tempo entre estudar e ajudar seus familiares nos trabalhos agrícolas. Não tinha oportunidade de frequentar aulas de educação física pois sua escola ficava distante de sua residência.
No ano de 2010 enquanto se preparava para fazer os exames nacionais de conclusão do 9° ano, seu pai o inscreveu no processo seletivo da ONG "Na Rota dos Povos", que oferece bolsas de estudos em Portugal. Presta o exame e suas notas são suficientes para ser selecionado.
Vai à capital Bissau para viajar para Portugal, em 2011. No país é matriculado nos estudos secundários na Escola Profissional de Carvalhais, em Mirandela. Nesta instituição começa a participar de jogos escolares nas modalidades de atletismo, conseguindo bons desempenhos. Amigos e professores da escola o incentivam a participar da Meia Maratona do Porto, prova que consegue um excelente resultado.
Conclui os estudos secundários e é matriculado no curso de licenciatura em gestão no Instituto Politécnico de Bragança. Em Bragança passa a fazer parte dos quadros de atletas do Ginásio Clube de Bragança, sendo treinado por Jorge Teixeira. Em 2018 muda-se para um clube da cidade de Maia, o Maia Atlético Clube, passando a ser treinado por José Regalo.

### Reconhecimento mundial
Ganhou notoriedade na disputa dos 5000 metros masculinos no Estádio Internacional Khalifa, em 27 de setembro de 2019, em Doa, Catar, no Campeonato Mundial de Atletismo de 2019. Dabó havia aberto a última volta quando percebe que o atleta Jonathan Busby, de Aruba, apresentava claros sinais de esgotamento físico e impossibilidade de concluir a prova. Em uma atitude de fair play, Dabó socorreu Busby e o ajudou a concluir a prova, momento que recebeu enorme ovação do público.
A Federação Internacional de Atletismo o galardoou, durante a cerimônia anual do World Athletics, em Mônaco, com o prêmio fair play de 2019, em evento ocorrido no dia 23 de novembro de 2019.
Já em 12 de dezembro de 2019, o Presidente da República Portuguesa Marcelo Rebelo de Sousa o condecorou com o grau de medalha da Ordem do Mérito, sendo um dos raros estrangeiros a receber tal honraria. A Secretaria de Estado da Juventude e Desporto da Guiné-Bissau também homenageou o atleta por "elevar o nome da Guiné-Bissau".